# Stazione di Bellante-Ripattone
Stazione di Bellante-Ripattone vasútállomás Olaszországban, Bellante településen.

## Vasútvonalak
Az állomást az alábbi vasútvonalak érintik:
- Giulianova–Teramo-vasútvonal

## Kapcsolódó állomások
A vasútállomáshoz az alábbi állomások vannak a legközelebb:
- Stazione di Castellalto-Canzano
- Stazione di Notaresco